# KICK BACK
〈KICK BACK〉은 일본의 싱어송라이터 요네즈 켄시의 노래이다. 2022년 10월 12일 SME Records에 의해 디지털 싱글로 발매되었다. 이 곡은 애니메이션 《체인소 맨》의 오프닝 테마로 사용된다.

## 배경
이 노래는 TV 애니메이션 《체인소 맨》의 오프닝 테마로 사용된다. 요네즈는 TV 애니메이션 《나의 히어로 아카데미아》의 주제가를 맡았으며, 시즌 2의 첫 번째 시즌 개막작이다. 〈피스 사인〉이라는 주제가 나온 지 약 5년이 지났다.
King Gnu와 millennium parade 멤버 츠네다 다이키가 요네즈와 함께 제작과 편곡에 참여했다. 〈KICK BACK〉은 모닝구무스메의 2002년 곡 〈그래! We're ALIVE〉의 샘플이기도 하다.
2022년 9월 19일 애니메이션 《체인소 맨》의 본 PV가 공개되었으며, 그 중 본작의 음원이 일부 선보였다. 이어 같은 해 9월 23일 열린 "2022 TOUR / 변신" 첫날 도쿄 체육관 공연에서 라이브 첫 선을 보였다. 더욱이 투어 파이널인 10월 27일 사이타마 슈퍼 아레나 공연에서는 편곡가 토키타 타이키가 등장해 본곡과 〈앨리스〉 퍼포먼스를 펼쳤다.
CD 싱글은 체인소반, 영상반, 통상반의 3형태로 발매되며, 초회한정으로 "요네즈 켄시 2023 TOUR / 공상" 선추첨 응모 시리얼과 법인특전 "KICK BACK 스티커"가 부속된다.

## 차트 성적
이 노래는 스포티파이의 데일리 랭킹 "톱 50 글로벌"(10월 13일자)의 47위에 올랐다. 당 랭킹으로의 랭킹은 일본 아티스트 최초가 되었다.

## 곡 목록
| #  | 제목                                                     | 작사        | 작곡        | 재생 시간 |
| -- | -------------------------------------------------------- | ----------- | ----------- | --------- |
| 1. | 〈KICK BACK〉                                            | 요네즈 켄시 | 요네즈 켄시 | 3:13      |
| 2. | 〈부끄러워서 어쩔 수 없네 (恥ずかしくってしょうがねえ)〉 |             |             | 3:41      |
| 3. | 〈KICK BACK - ANIME edit〉                               |             |             | 1:27      |

## 인증
| 국가                                                                                  | 인증        | 판매량/출하량 |
| ------------------------------------------------------------------------------------- | ----------- | ------------- |
| 일본 (RIAJ) CD 싱글                                                                   | 플래티넘    | 250,000^      |
| 일본 (RIAJ) 다운로드                                                                  | 골드        | 100,000*      |
| 스트리밍                                                                              |             |               |
| 일본 (RIAJ)                                                                           | 2× 플래티넘 | 200,000,000   |
| *판매량을 기반으로 한 인증 · ^출하량을 기반으로 한 인증 · 스트리밍을 기반으로 한 인증 |             |               |